# Back to the Future: The Game
Back to the Future: The Game es un videojuego que actúa como secuela de la trilogía Back to the Future con motivo del 25 aniversario de la misma. Además de esto, el juego viene presentado en 5 capítulos, siendo el primero lanzado el 22 de diciembre de 2010 para PC y Mac OS X, y en 2011 para el resto de plataformas.
Para celebrar el 30 aniversario, el 13 de octubre de 2015 salió para PS4, Xbox 360 y Xbox One.

## Argumento
El 14 de mayo de 1986, siete meses después de los eventos de Back to the Future Part III, Marty McFly está tratando de adaptarse a una nueva vida sin su mejor amigo, el doctor Emmett Brown, cuyos bienes están siendo vendidos por el banco después de su desaparición siete meses antes. Marty se sorprende cuando la máquina del tiempo DeLorean reaparece sin un conductor (a sabiendas de que quedó destruida en 1985), con un mensaje grabado en su interior, hecho por Doc, explicando que había introducido un dispositivo de seguridad que automáticamente manda el coche de regreso al presente, suponiendo que podría meterse en problemas en el pasado y confiando en que Marty podrá salvarlo. Con la ayuda de Einstein, el perro de Brown, Marty visita a la anciana Edna Strickland, una experiodista, y descubre que Doc, bajo el pseudónimo de Carl Sagan, ha quedado atrapado en 1931, acusado del incendio de un bar clandestino propiedad del jefe de la mafia Kid Tannen, y que fue asesinado por los hombres de Tannen al día siguiente. Viaja a 1931, y con la ayuda del yo de diecisiete años de Doc y del propio abuelo de Marty, Artie, logra rescatar a Doc. Mientras Marty explica los detalles del plan a Brown, Doc explica que la máquina del tiempo es un duplicado temporal creado por el rayo que le envió a 1885. Cuando están a punto de regresar al futuro, Marty se da cuenta de que empieza a desvanecerse, como consecuencia de que Artie es asesinado por los hombres de Tannen, así que Marty regresa a la ciudad retrocediendo unas horas con el DeLorean para corregir la línea del tiempo, también ayudado por Trixie Trotter, la novia de Tannen, y el policía Daniel Parker, el abuelo de su novia Jennifer. Su participación hace que Emmett y Edna se conozcan, y los dos se enamoren, sin saberlo Doc o Marty.
Doc y Marty intentan regresar a 1986, pero cuando llegan, Doc ha desaparecido y el coche se estrella fuera de la ciudad amurallada de Hill Valley, dirigida como una sociedad totalitariana por el Ciudadano Brown, una versión alternativa de Doc. Mientras Marty investiga, encuentra a sus padres y descubre que viven con miedo al Ciudadano Brown; también su novia Jennifer ha cambiado, ya que ahora es una roquera antisistema que se dedica a hacer "actividades ilegales". Marty pronto se da cuenta de la influencia de Edna en la vida de Emmett, con quien se ha casado, y que ella le utilizó para imponer sus normas morales para crear una sociedad perfecta y libre del crimen. Marty es capaz de convencer al Ciudadano Brown de que su verdadera vocación es la ciencia, algo que Edna detesta. Edna intenta impedir la fuga y encierra a Brown y a Marty, pero consiguen escapar. Cuando el Ciudadano Brown repara el DeLorean, Marty y él regresan a 1931, accidentalmente unos meses después de su encuentro inicial dado que los circuitos del tiempo no se encuentran en buen estado.
Descubren que Edna está tratando de guiar el genio científico de Emmett hacia una tecnología que hace que la sociedad respete la ley, determinando qué tipo de mente tiene la gente, la de un ciudadano honrado o la de un peligroso criminal. Aunque Marty insiste en ayudar a Emmett a volver a su trabajo original, el Ciudadano Brown se preocupa de que a Marty no le interese el futuro de Edna o el suyo propio, y se marcha tras una discusión con éste. Marty logra romper la relación de Emmett y Edna, y Emmett se da cuenta de que la ciencia es su verdadera vocación. En la exposición de ciencia, el Ciudadano Brown y Edna han trabajado juntos para retrasar la demostración del coche volador de Emmett, pero Marty rescata a Emmett a tiempo, y expone a Edna como la culpable del incendio del bar clandestino. A pesar de que Emmett se distrae brevemente por la llegada de su padre, Marty es capaz de ayudar a los dos a hacer las paces, y la demostración es un relativo éxito, ya que aunque el invento haya sido un desastre, esto hace que Emmett desarrolle múltiples ideas que lo encaminan a su carrera científica original. Marty descubre que Edna ha robado el DeLorean y desapareció en algún lugar del tiempo. El Ciudadano Brown es atropellado por el DeLorean que huía, y se desvanece, su línea de tiempo alternativa se ha borrado, y pronto reaparece el Doc original, significando que la línea temporal original se ha restaurado.
Mientras se saludan, Hill Valley se desvanece a su alrededor, y se preocupan de que Edna haya cambiado el pasado. Después de reunirse con el bisabuelo de Marty, William, se encuentran con una Edna anciana, solitaria y perturbada, y descubren que ella había viajado accidentalmente a 1876 y que el 17 de julio de ese año había incendiado el Saloon de Beauregard Tannen, destruyendo accidentalmente el resto de la ciudad en el proceso. Ellos son capaces de alcanzar a Edna en el pasado, impedir que queme el bar, y la traen a ella y al DeLorean de vuelta a 1931, donde es arrestada y enviada a la cárcel junto con Kid Tannen. El segundo DeLorean se desvanece, habiéndose vuelto inestable al no deber existir en esa realidad. Marty inicialmente queda aterrado cuando descubre que Artie se va a casar con Trixie, pero se siente aliviado y a la vez sorprendido al saber que era sólo su nombre artístico y su linaje familiar sigue intacto, ya que en realidad Trixie era su abuela Sylvia Miskin.
Doc y Marty vuelven a 1986, donde Marty encuentra que casi todo es lo mismo que cuando se fue. En esta línea del tiempo, sin embargo, Doc no había desaparecido, sino que vivía parcialmente en el tiempo en su casa de siempre, junto con Clara y sus hijos. Por otra parte, Edna y Kid Tannen se han casado, ya que entablaron una relación cuando estuvieron en la cárcel, y su propia personalidad ha dado un giro para mejor. Doc le presenta un libro a Marty con la historia de la familia McFly, como regalo de graduación, la cual fue la razón original por la que viajó en un principio a 1931. Ambos son sorprendidos cuando tres máquinas del tiempo aparecen por separado, y las versiones futuras de Marty les exigen a Doc y a Marty que vayan con ellos para corregir el futuro. Mientras argumentan cuál es el futuro correcto, Doc y Marty se suben al DeLorean para investigar esta nueva curiosidad.

## Episodios
| |                                                                                        |  |  |  |
| "It's about time" | PC/Mac: 22 de diciembre de 2010 PS3: 15 de febrero de 2011 iPad: 17 de febrero de 2011 |  |  |  |
| El DeLorean, que se creía que fue destruido, vuelve a aparecer, y Marty viaja hasta el año 1931 para rescatar a su amigo Doc Brown, el cual se encuentra en la cárcel. Marty lo conseguirá con la ayuda de la versión de diecisiete años de Doc. Notas: - Dirigido por Dennis Lenart - Diseñado por Michael Stemmle, Andy Hartzell, Dave Grossman y Jonathan Straw - Escrito por Michael Stemmle y Andy Hartzell |                                                                                        |  |  |  |
| |                                                                                        |  |  |  |
| "Get Tannen!" | PC/Mac: 16 de febrero de 2011 PS3: 29 de marzo de 2011 iPad: 20 de abril de 2011       |  |  |  |
| Para salvar su propio futuro y el de Hill Valley, Marty debe evitar el asesinato de su abuelo Arthur McFly y ayudar al agente Daniel Parker a arrestar a Kid Tannen. Notas: - Dirigido por Peter Tsaykel - Diseñado por Mike Stemmle, Andy Hartzell y Jonathan Straw - Escrito por Michael Stemmle y Andy Hartzell |                                                                                        |  |  |  |
| |                                                                                        |  |  |  |
| "Citizen Brown" | PC/Mac: 29 de marzo de 2011 PS3: 3 de mayo de 2011 iPad: 26 de mayo de 2011            |  |  |  |
| De regreso a 1986, Marty descubre que la línea de tiempo ha sido alterada, habiéndose convertido Hill Valley en una sociedad de estado policial y con el cerebro lavado, dirigida por el Ciudadano Brown, una versión alternativa de Doc. Notas: - Dirigido por Eric Parsons - Diseñado por Jonathan Straw por Andy Hartzell - Escrito por Jonathan Straw, Michael Stemmle y Andy Hartzell |                                                                                        |  |  |  |
| |                                                                                        |  |  |  |
| "Double Visions" | PC/Mac: 29 de abril de 2011 PS3: 7 de junio de 2011 iPad: 2 de junio de 2011           |  |  |  |
| Marty y la versión alternativa de Doc regresan a 1931 para reparar la línea temporal y devolverla a su estado normal. Notas: - Dirigido por Dave Grossman - Diseñado por Michael Stemmle y Andy Hartzell - Escrito por Michael Stemmle y Andy Hartzell |                                                                                        |  |  |  |
| |                                                                                        |  |  |  |
| "OUTATIME" | PC/Mac: 23 de junio de 2011 PS3: 26 de julio de 2011 iPad: 21 de julio de 2011         |  |  |  |
| Marty consigue salvar la línea temporal ayudando al joven Emmett en su exposición. Doc, volviendo a ser él, aparece con el DeLorean, y ambos deberán retroceder al 17 de julio de 1876 para evitar que Edna Strickland destruya accidentalmente Hill Valley. Notas: - Dirigido por Dennis Lenart - Diseñado por Michael Stemmle y Andy Hartzell - Escrito por Michael Stemmle y Andy Hartzell - Michael J. Fox interpreta el papel de William McFly, el bisabuelo de Marty, y a las tres versiones futuras de Marty que aparecen en la escena final. |                                                                                        |  |  |  |

## Desarrollo
Dado el 25 aniversario de la saga Back to the future, Universal Pictures buscaba una manera de celebrarlo, y dentro de la desilusión de muchos admiradores de que no se fuera a realizar una cuarta entrega de la saga, se optó por la realización de este videojuego como secuela por parte de Telltale Games. Se anunció el lanzamiento del juego el 1 de septiembre de 2010 con la exposición de los dibujos artísticos, no obstante no fue hasta el 22 de diciembre cuando se lanzó el primer capítulo, titulado It's About Time. En cuanto a los demás, el segundo (Get Tannen!) salió el 17 de febrero de 2011, el tercero (Citizen Brown) salió el 29 de marzo, el cuarto (Double Visions) salió el 29 de abril, y por último el quinto (OUTATIME) que salió el 23 de junio.

### Reparto
| Personaje                      | Actor               |
| ------------------------------ | ------------------- |
| Marty McFly                    | AJ LoCascio         |
| Doc Emmett Brown               | Christopher Lloyd   |
| Emmett Brown (joven)           | James Arnold Taylor |
| Edna Strickland                | Rebecca Schweitzer  |
| Edna Strickland                | Shanon Nicholson    |
| Biff Tannen                    | Owen Thomas         |
| Irving "Kid" Tannen            | Owen Thomas         |
| Beauregard Tannen              | Owen Thomas         |
| Arthur McFly                   | Michael X. Sommers  |
| George McFly                   | Michael X. Sommers  |
| Trixie Trotter / Sylvia Miskin | Melissa Hutchinson  |
| Agente Daniel Parker           | Mark Barbolak       |
| Jennifer Parker                | Claudia Wells       |
| William McFly                  | Michael J. Fox      |
| Marty McFly (futuro)           | Michael J. Fox      |